# Ad-Dilindżat
Ad-Dilindżat (arab. الدلنجات) – miasto w Egipcie, w muhafazie Al-Buhajra. W 2006 roku liczyło 41 768 mieszkańców.